# Fußball-Bezirksliga Cottbus
Die DDR-Bezirksliga Cottbus war eine von fünfzehn drittklassigen Fußball-Bezirksligen auf dem Gebiet des DFV.

## Geschichte
1952 wurden durch eine Verwaltungsreform in der DDR die bisherigen Bundesländer aufgelöst, an ihrer Stelle traten 14 Bezirke und Ost-Berlin. Daraufhin löste der DFV die Fußball-Landesligen auf und gründete die 15 Bezirksligen als dritte Spielklasse im Ligasystem. Die Vereine aus der Fußball-Bezirksliga Cottbus spielten vorher überwiegend in der Fußball-Landesklasse Brandenburg 1951/52.
Die Bezirksliga Cottbus wurde im Rundenturnier ausgetragen. In den ersten drei Spielzeiten spielten zwölf Mannschaften um die Bezirksmeisterschaft. Nach Einführung der II. DDR-Liga 1955 war die Bezirksliga Cottbus nur noch viertklassig. Ab der Spielzeit 1961/62 wurde die Bezirksmeisterschaft in zwei Staffeln zu je 13 Mannschaften ausgetragen, die Sieger beider Staffeln spielten in zwei Finalspielen den Bezirksmeister aus. Mit Auflösung der II. DDR-Liga waren die Bezirksligen fortan wieder drittklassig. 1963/64 wurde die Anzahl der Mannschaften pro Staffel um eins erhöht. Ab 1964/65 wurde die Liga wieder in einer Gruppe ausgetragen, ab der Spielzeit 1966/67 wurde die bis zum Ende beibehaltende Anzahl von 16 teilnehmenden Mannschaften erreicht.
Nach der Wiedervereinigung Deutschlands wurde auf einem Außerordentlichen Verbandstag am 20. November 1990 in Leipzig die Auflösung des DFV beschlossen. Bereits zur Spielzeit 1991/92 wurde die Brandenburg-Liga als Nachfolgeliga eingerichtet.

## Bezirksligameister
| Saison  | Bezirksmeister Cottbus           |
| ------- | -------------------------------- |
| 1952/53 | BSG Aktivist Senftenberg         |
| 1953/54 | Chemie Weißwasser-West           |
| 1954/55 | BSG Lokomotive Cottbus           |
| 1955    | BSG Aktivist Welzow              |
| 1956    | BSG Chemie Schwarzheide          |
| 1957    | BSG Aktivist Laubusch            |
| 1958    | BSG Aktivist Welzow              |
| 1959    | BSG Aktivist Schwarze Pumpe      |
| 1960    | BSG Aufbau Großräschen           |
| 1961/62 | BSG Chemie Schwarzheide          |
| 1962/63 | SG Dynamo Cottbus                |
| 1963/64 | BSG Aktivist Brieske-Ost         |
| 1964/65 | BSG Aktivist Schwarze Pumpe      |
| 1965/66 | BSG Aktivist Welzow              |
| 1966/67 | BSG Aktivist Schwarze Pumpe      |
| 1967/68 | BSG Aktivist Brieske-Ost         |
| 1968/69 | BSG Aktivist Schwarze Pumpe      |
| 1969/70 | BSG Aktivist Schwarze Pumpe      |
| 1970/71 | BSG Aktivist Schwarze Pumpe a    |
| 1971/72 | BSG Aufbau Großräschen           |
| 1972/73 | BSG Aktivist Brieske-Senftenberg |
| 1973/74 | BSG Lokomotive Cottbus           |
| 1974/75 | BSG Energie Cottbus II           |
| 1975/76 | BSG Aktivist Brieske-Senftenberg |
| 1976/77 | BSG Energie Cottbus II b         |
| 1977/78 | TSG Lübbenau                     |
| 1978/79 | BSG Energie Cottbus II b         |
| 1979/80 | TSG Lübbenau                     |
| 1980/81 | BSG Aktivist Brieske-Senftenberg |
| 1981/82 | BSG Lokomotive Cottbus           |
| 1982/83 | BSG Chemie Döbern                |
| 1983/84 | TSG Elsterwerda                  |
| 1984/85 | BSG Lokomotive Cottbus           |
| 1985/86 | BSG Chemie Guben                 |
| 1986/87 | BSG Aktivist Brieske Senftenberg |
| 1987/88 | BSG Chemie Guben                 |
| 1988/89 | BSG Chemie Guben                 |
| 1989/90 | BSG Empor Mühlberg c             |
| 1990/91 | BSG Chemie Döbern                |

## Rekordmeister
Rekordmeister der Bezirksliga Cottbus ist die BSG Aktivist Brieske-Senftenberg inklusive BSG Aktivist Brieske-Ost und BSG Aktivist Senftenberg welche die Bezirksmeisterschaft siebenmal gewinnen konnten.
|  | Verein                                                                             | Titel | Jahr                                   |
|  | ---------------------------------------------------------------------------------- | ----- | -------------------------------------- |
|  | BSG Aktivist Brieske-Senftenberg BSG Aktivist Brieske-Ost BSG Aktivist Senftenberg | 7     | 1973, 1976, 1981, 1987 1964, 1968 1953 |
|  | BSG Aktivist Schwarze Pumpe                                                        | 6     | 1959, 1965, 1967, 1969, 1970, 1971     |
|  | BSG Lokomotive Cottbus                                                             | 4     | 1955, 1974, 1982, 1985                 |
|  | BSG Aktivist Welzow                                                                | 3     | 1955 (Ü), 1958, 1966                   |
|  | BSG Energie Cottbus II                                                             | 3     | 1975, 1977, 1979                       |
|  | BSG Chemie Guben                                                                   | 3     | 1986, 1988, 1989                       |
|  | BSG Chemie Schwarzheide                                                            | 2     | 1956, 1962                             |
|  | BSG Aufbau Großräschen                                                             | 2     | 1960, 1972                             |
|  | TSG Lübbenau                                                                       | 2     | 1978, 1980                             |
|  | BSG Chemie Döbern                                                                  | 2     | 1983, 1991                             |
|  | Chemie Weißwasser-West                                                             | 1     | 1954                                   |
|  | BSG Aktivist Laubusch                                                              | 1     | 1957                                   |
|  | SG Dynamo Cottbus                                                                  | 1     | 1963                                   |
|  | TSG Elsterwerda                                                                    | 1     | 1984                                   |
|  | Empor Mühlberg                                                                     | 1     | 1990                                   |